# Rosa Caracciolo
Rosa Caracciolo, pseudonimo di Rózsa Tassi (Szolnok, 29 giugno 1972), è un'ex modella ed ex attrice pornografica ungherese naturalizzata italiana.

## Biografia
Si dedica sin da giovane ai concorsi di bellezza, vincendo i titoli di Jász-Nagykun Farsang nel 1989 e quello di Queen of Hungary nel 1990 (davanti ad Éva Henger). Nel maggio 1993 si è spostata a Cannes per fare la testimonial di una linea erotica durante gli Hot d'or e ha conosciuto Rocco Siffredi, che l'ha ospitata nella sua residenza. Non essendo disponibile la sua partner per il film Il guardaspalle, versione hard di Guardia del corpo, di cui Siffredi era regista oltre che attore, lui le propose di sostituirla.
(Dall'intervista di Rosa Caracciolo a Panorama)
Il suo pseudonimo fu scelto per omaggiare un amico di Rocco Siffredi, l'attore Franco Caracciolo, scomparso nel 1992.

## Vita privata
Ha sposato il pornoattore Rocco Siffredi nel 1993 e con lui ha avuto due figli nel 1996 e 1999. Dal 1993 al 1997 ha lavorato sempre accanto al marito.

## Filmografia
- Il guardaspalle, regia di Rocco Siffredi (1993)
- Deep Cheeks IV, regia di Rex Borsky (1993)
- County Line, regia di Anthony Spinelli (1993)
- Anal Delinquent, regia di Rex Borsky (1993)
- Rocco e le Top Model del cazzo, regia di Rocco Siffredi (1993)
- Il Marchese de Sade - Oltre ogni perversione, regia di Franco Lo Cascio e Joe D'Amato (1994)
- Amleto - Per amore di Ophelia, regia di Luca Damiano (1995)
- Tharzan - La vera storia del figlio della giungla, regia di Joe D'Amato (1995)
- Tharzan 2 - Il ritorno del figlio della giungla, regia di Joe D'Amato (1995)
- Triple X 17, regia di Francois Clousot, Peter Backman e Scott Lucky (1996)
- Rocco e le storie tese, regia di Rocco Siffredi (1997)
- Rocco e le storie tese 2, regia di Rocco Siffredi (1997)
- Rocco lo stallone italiano, regia di Joe D'Amato (1997)
- Rocco lo stallone italiano 2 - La sfida, regia di Joe D'Amato (1997)
- The Last Fight, regia di Joe D'Amato (1997)